# Ère Shōryaku
L'ère Shōryaku (en japonais 正暦) est une des ères du Japon (年号, nengō, littéralement « le nom de l'année ») suivant l'ère Eiso et précédant l'ère Chōtoku s'étendant de 990 à 995. L'empereur régnant est Ichijō-tennō (一条天皇).

## Changement de l'ère
L'ère Shōryaku est proclamée lors de la treizième année de l'ère Eiso (990).

## Événements de l'ère Shōryaku
- Shōryaku gannen (正暦元年) ou Shōryaku 1, le 1er mois (990) :  On rase le front de l'empereur Ichijō, qui est âgé 11 ans[1].
- Shōryaku 2, le 2e mois (991) : L'ancien empereur En'yū-in (le Hōō ou Hō'ō) meurt à l'âge de 32 ans[2].
- Shōryaku 2, le 10e mois (991) : La veuve de Ichijō-in se rase la tête et elle a reçoit de l'empereur le titre de Higashi-Sanjō-in, et des prêtres celui de Kisaki-no-in.  Elle est la première femme à porter le titre de Nio-in[3].
- 992 (Shōryaku 3) : Shoryaku-ji est établi par Kujō Kanetoshi, en réponse à un édit impérial[4].

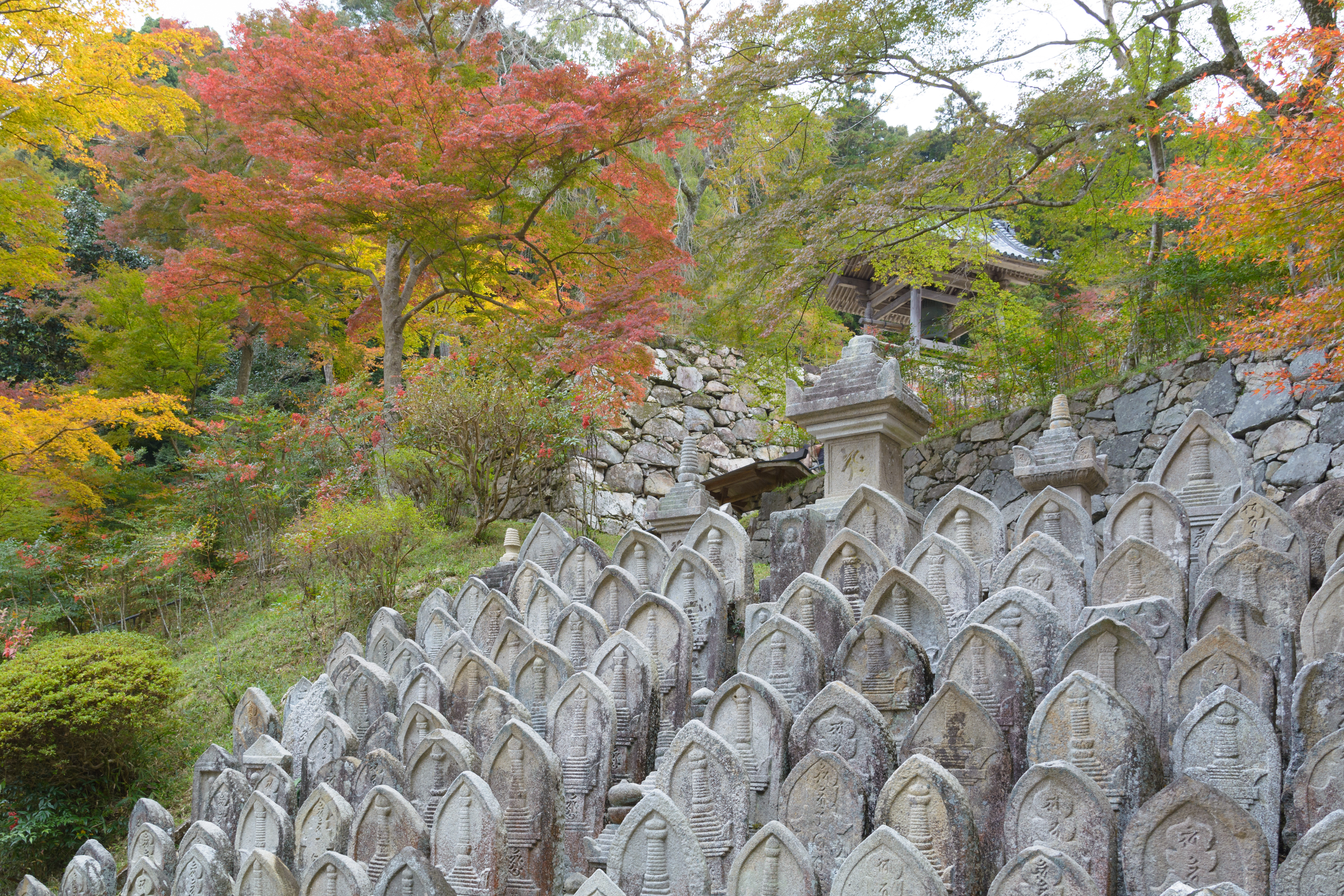
Shoryaku-ji.

- Shōryaku 3, le 7e mois (993) : Le sadaijin Minamoto no Masanobu meurt âgé de 74 ans[3].

| Shōryaku  | 1er | 2e  | 3e  | 4e  | 5e  | 6e  |
| Grégorien | 990 | 991 | 992 | 993 | 994 | 995 |